# ۶۹۲ (میلادی)
۶۹۲ (میلادی) ششصد و نود و دومین سال تقویم میلادی است.

## درگذشتگان
‎